# Józefów
Józefów (udtale: [juˈzɛfuf])  er en by der ligger i det østlige, centrale Polen, i den sydlige del af voivodskabet Masovien (Województwo mazowieckie) og har 21.035(2021) indbyggere og et areal på	23,92 km². Den er en del af powiatet (amt) Otwock.
Det ligger omkring 15 km sydøst for Warszawas bymidte og er en del af dennes  storbyområde. Den ligger ved et malerisk sammenløb af floderne Wisła og Świder, og er det hjemsted for et landskabsreservat og tre naturreservater.

## Galler
- Kirken af den Sorte Madonna af Częstochowa
- Johannes Døberens kirke
- Gymnasium
- Politistation